# Никифоров Василь Миколайович
Васи́ль Микола́йович Ники́форов (*1832, Олександрія — †1908) — православний священик, краєзнавець, дослідник історії міста Олександрії та Олександрійщини.

## Життєпис
Народився в місті Олександрія. Закінчив Херсонську духовну семінарію у 1855 р., після чого у 1858 році був рукопокладений у священики Успенського собору Олександрії. З 1874 року Василь Никифоров працював у сфері освіти, спочатку викладаючи Закон Божий в Олександрійській жіночій гімназії та повітовому училищі. У 1884 р. обійняв посаду наглядача за церковнопарафіяльними школами Олександрійського повіту Херсонської губернії. З 1890 р. Никифоров — голова Олександрійського повітового відділення Єпархіальної Училищної Ради, настоятель Олександрійського собору, з 1893 р. — протоієрей. У 1899 р. був призначений духівником та законовчителем Одеської семінарії.
Автор історико-краєзнавчих праць «Нариси Олександрійського повіту Херсонської губернії» (1878), «Матеріали до вивчення церков у Олександрійському повіті», «Матеріали до вивчення історії церков Єлисаветграда».
Никифоров був членом Одеського товариства історії та давнини, членом Імператорського археологічного товариства.

## Пам'ять
У лютому 2016 в Олександрії на честь Василя Никифорова було названо вулицю в приватному секторі міста.